# E l'asina vide l'angelo
E l'asina vide l'angelo è il primo romanzo del musicista australiano Nick Cave. Lo stesso autore ha definito il suo romanzo come "la più grande fatica della sua vita" e ha raccontato di notti intere sveglio a scrivere o a correggere preso da spirito creativo.

## Trama
Il protagonista del romanzo è un ragazzo emarginato, muto e ritardato che negli anni quaranta vive all'interno di una comunità agricola integralista e religiosa che innalza una ragazzina a figlia di Dio. Il fulcro della vicenda è la lotta del protagonista contro la divinizzazione della bambina che sfocia in un finale tragico e sanguinoso.

## Edizioni
- Nick Cave, E l'asina vide l'angelo, traduzione di E. Pedroli, La musica rock, n. 8, Roma, Arcana, 1991, ISBN 9788885859708.